# ISO 3166-2:SV

Die 14 Departamentos von El Salvador

Die Liste der ISO-3166-2-Codes für  El Salvador enthält die Codes für die 14 Provinzen (Departamentos).

Die Codes bestehen aus zwei Teilen, die durch einen Bindestrich voneinander getrennt sind. Der erste Teil gibt den Landescode gemäß ISO 3166-1 (für  El Salvador SV), der zweite den Code für die Provinz wieder.
Die aktuellen Codes stehen auf der Seite der ISO unter #iso:code:3166:SV zur Verfügung.

| Departamento | Code  |
| ------------ | ----- |
| Ahuachapán   | SV-AH |
| Cabañas      | SV-CA |
| Chalatenango | SV-CH |
| Cuscatlán    | SV-CU |
| La Libertad  | SV-LI |
| La Paz       | SV-PA |
| La Unión     | SV-UN |
| Morazán      | SV-MO |
| San Miguel   | SV-SM |
| San Salvador | SV-SS |
| San Vicente  | SV-SV |
| Santa Ana    | SV-SA |
| Sonsonate    | SV-SO |
| Usulután     | SV-US |